# Campeonato Nacional da Guiné-Bissau 2017-18
O Campeonato Nacional da Guiné-Bissau da temporada de 2017-18 foi a 39ª temporada da principal competição de futebol em Guiné-Bissau. A temporada começou em 26 de novembro de 2017, com diversos problemas e boicotes de 5 das 14 equipas inscritas no torneio, devido à insatisfação com o presidente da Federação de Futebol da Guiné-Bissau., com posterior paralisação, obedecendo à ordem judicial, o campeonato foi retomado em dezembro do mesmo ano, embora ainda, com boiotes de algumas equipas.
O Sport Bissau e Benfica era a equipa defensora do título, e conseguiu mantê-lo ao conquistar a mesma quantidade de pontos do segundo colocado, UDIB, porém melhor nos critérios de desempate. A equipa do Canchungo foi despromovida à segunda divisão da temporada seguinte, bem como Futebol Clube de Sonaco, que fora disqualificada por não comparecer às duas primeiras partidas.[carece de fontes?]

## Regulamento
O Campeonato Nacional da Guiné-Bissau de 2017-18 foi disputado por treze clubes em duas voltas, uma vez que o Futebol Clube de Sonaco não jogou nenhuma partida. Em cada volta, todos as equipas jogaram entre si uma única vez. Não há campeões por volta, sendo declarado campeão guineense a equipe que obtivestes o maior número de pontos após as 24 jornadas. No final da competição, o campeão se classifica à Liga dos Campeões da CAF de 2019 e os dois últimos foram rebaixados para a Segunda Divisão do ano seguinte.[carece de fontes?]

## Participantes
| Clube                                    | Localidade | Estádio                     |
| ---------------------------------------- | ---------- | --------------------------- |
| Sporting Clube de Bissau                 | Bissau     | Estádio Lino Correia        |
| Sport Bissau e Benfica                   | Bissau     | Estádio Lino Correia        |
| União Desportiva Internacional de Bissau | Bissau     | Estádio Lino Correia        |
| Sport Clube dos Portos de Bissau         | Bissau     | Estádio Lino Correia        |
| Futebol Clube Cavalos Brancos de Cuntum  | Cuntum     | Estádio Lino Correia        |
| Flamengo de Pefine                       | Perfine    | Estádio Lino Correia        |
| Sporting Clube de Bafatá                 | Bafatá     | Campo da Rocha              |
| Os Lagartos Futebol Clube                | Bambadinca |                             |
| Nuno Tristão Futebol Clube               | Bula       | Estádio José Ansumane Queta |
| Futebol Clube de Canchungo               | Canchungo  | Estádio Saco Vaz            |
| Futebol Clube de Pelundo                 | Pelundo    |                             |
| Futebol Clube de Sonaco                  | Sonaco     |                             |
| Clube Desportivo e Recreativo de Farim   | Farim      |                             |
| Clube de Futebol Os Balantas             | Mansôa     | Estádio Corca Sow           |

## Classificação
| #  | Equipa                 | J  | V  | E  | D  | GP | GC | SG  | Pts | Classificação                    |
| -- | ---------------------- | -- | -- | -- | -- | -- | -- | --- | --- | -------------------------------- |
| 1  | Benfica de Bissau (Q)  | 24 | 14 | 7  | 3  | 38 | 19 | +19 | 49  | Liga dos Campeões da CAF de 2019 |
| 2  | UDIB                   | 24 | 14 | 7  | 3  | 37 | 16 | +21 | 49  |                                  |
| 3  | Pelundo                | 24 | 10 | 6  | 8  | 23 | 27 | −4  | 36  |                                  |
| 4  | Nuno Tristão           | 24 | 9  | 8  | 7  | 33 | 26 | +7  | 35  |                                  |
| 5  | Portos de Bissau       | 24 | 8  | 10 | 6  | 25 | 22 | +3  | 34  |                                  |
| 6  | FC Cuntum              | 24 | 7  | 10 | 7  | 25 | 24 | +1  | 31  |                                  |
| 7  | Balantas de Mansôa     | 24 | 7  | 9  | 8  | 24 | 26 | −2  | 30  |                                  |
| 8  | Sporting de Bissau     | 24 | 7  | 7  | 10 | 28 | 33 | −5  | 28  |                                  |
| 9  | Lagartos de Bambadinca | 24 | 6  | 9  | 9  | 24 | 27 | −3  | 27  |                                  |
| 10 | Desportivo de Farim    | 24 | 6  | 8  | 10 | 23 | 30 | −7  | 26  |                                  |
| 11 | Flamengo de Pefine     | 24 | 6  | 7  | 11 | 22 | 30 | −8  | 25  |                                  |
| 12 | Sporting de Bafatá     | 24 | 6  | 6  | 12 | 21 | 30 | −9  | 24  |                                  |
| 13 | Canchungo (R)          | 24 | 6  | 6  | 12 | 17 | 30 | −13 | 24  | Rebaixado para Segunda Divisão   |
| 14 | Sonaco (R)             | 0  | 0  | 0  | 0  | 0  | 0  | 0   | 0   | Rebaixado para Segunda Divisão   |

Última atualização em 30 de Julho de 2018
Fonte: FIFA.com
Regras para classificação: 1) pontos; 2) pontos por confronto direto; 3) golos por confronto direto; 4) diferença de golos; 5) número de vitórias; 6) play-off.
(C) = Campeão; (R) = Rebaixado; (P) = Promovido; (O) = Vencedor do play-off; (A) = Classificado para a próxima fase. 
Somente aplicável se a temporada não tiver terminado: 
(Q) = Classificado para a fase do torneio indicada; (TQ) = Classificado para o torneio, mas não para a fase indicada; (DQ) = Desclassificado do torneio.